# Шрамов, Гордей Ефимович
Гордей Ефимович Шрамов (1795 год — 12 (26) июня 1883 года) — первый офицер Российской империи, обученный за Уралом.

## Биография
В 1813 году он первым поступил в новое Омское войсковое казачье училище и окончил его в 1817 году, став не только первым офицером — выпускником училища, но и первым офицером Сибири.
Первый по выпуску офицер и воспитатель училища, который, будучи отправленным в офицерский класс артиллерийского училища в Петербурге, поступил в заведение для образования офицеров, при штабе 1-й армии в городе Могилёве на Днестре, а потом занял штатную вакансию в родном училище, состоя в нём инспектором классов, старшим смотрителем, директором, далее преподавателем военных наук с 1826 по 1847 год.
Умер полковник Шрамов 12 июня (26 июня — для 21-го века) 1883 года и похоронен был на Никольском (Казачьем) кладбище в Омске.